# Pectinaria regalis
Pectinaria regalis är en ringmaskart som först beskrevs av Addison Emery Verrill 1900.  Pectinaria regalis ingår i släktet Pectinaria och familjen Pectinariidae. Inga underarter finns listade i Catalogue of Life.